# أوريست كاليخا
أوريست كاليخا (بالإنجليزية: Oreste Calleja)‏ هو كاتب مالطي، ولد في 20 نوفمبر 1946 في حمرون ‏ في مالطا.

## وصلات خارجية
- الموقع الرسمي